# Mohamed Maâti Bouabid
Pour les articles homonymes, voir Bouabid.
Maati Bouabid (en arabe : المعطي بوعبيد), né le 11 novembre 1927 à Casablanca, et mort le 1er novembre 1996 dans la même ville, est un homme d'État marocain et ancien premier ministre dans deux gouvernements successifs entre 1979 et 1983.
Il est parmi les fondateurs et les figures les plus marquantes de l'histoire du Raja Club Athletic, qu'il préside entre 1966 et 1968, et où il joue au football entre 1950 et 1952.

## Biographie

### Études
Maati Bouabid est né en 1927 dans la ville de Casablanca. Après avoir terminé ses études primaires et secondaires dans sa ville natale, il s’est rendu en France et a obtenu une licence en droit de l’Université de Bordeaux et un diplôme de troisième cycle en droit privé.

### Parcours d'avocat
Le 6 juin 1952, le comité du Raja CA félicite son capitaine d'équipe et vice-président pour l'obtention du brevet d'études juridiques et administratives marocaines. Maati prête ensuite serment de la profession d'avocat en 1952 et arrête sa carrière de joueur. En 1955, il est inscrit à la grande table. 
Bouabid se voit offrir un poste officiel au début de l'indépendance, comme les jeunes licenciés en droit, peu nombreux alors. Il accepte le poste de procureur général au tribunal régional de Tanger de 1956 jusqu'à l'unification de la cour d'appel de Tanger et, en 1957, il est nommé procureur général à la cour d'appel de Tanger avant de l'abandonner pour le département du travail.
Par la suite, il ne rejoint plus la magistrature, puisqu'il est comme d’autres avocats tel Mohammed Tber en désaccord avec la manière présentée pour constituer le collectif d’avocats ainsi que la stratégie de défense qui devait être suivie. 
Mais à l'époque des années de plomb, il n'hésite pas à se placer en tête des avocats qui défendent nombre de détenus politiques et d'opinion, impliqués dans quelques procès politiques, donc il est souvent présent dans les tribunaux de Rabat, de Marrakech et de Kénitra, où sont jugés, de 1963 à 1972, des complots contre la sécurité de l’État, notamment dans les procès de l’UMT. C’est ainsi qu’il est l’avocat de son ami Mahjoub Ben Seddik lorsque ce dernier est arrêté et jugé.
Au cours de sa carrière, il est élu bâtonnier du Barreau de Casablanca à cinq reprises, bâtonnier de l’Ordre des avocats de Casablanca successivement et sans interruption de 1967 à 1973. De plus, il est élu président de l'Association des barreaux du Maroc à trois reprises. Il occupe également le poste de secrétaire général de l'Amicale des Avocats Maghrébins et de président de l'Union des Avocats Arabes dans les années 1960.

### Carrière politique
Il s'engage très tôt dans les rangs du travail politique et de l'activité syndicale, Bouabid fait partie des jeunes hommes politiques qui se sont engagés dans la vie politique dès les années 1940. Il aspire, comme tous les jeunes militants de sa génération, à un Maroc fondé sur la justice sociale, la vie digne et marquée par la consécration de l'Etat de droit fondé sur l'égalité, la liberté d'expression, la démocratie et légalité entre les citoyens et entre les régions. 
El Maâti est l'un des dirigeants de l'Union nationale des forces populaires (créée en 1959 après une scission au sein du parti de l'Istiqlal). Il commence son parcours politique dans les rangs de la gauche progressiste incarnée par l'UNFP des années 1950 et 1960, du temps des grandes alliances entre le parti de Mehdi Benbarka et l'UMT de Mahjoub Ben Seddik. 
Il occupe de nombreux postes depuis l'aube de l'indépendance et passe du pouvoir judiciaire à Zuwara après avoir été nommé ministre de l'Emploi et des Affaires sociales à l'époque de Mohammed V au sein du gouvernement dirigé par Abdullah Ibrahim en 1958. Cependant, ce gouvernement n'a pas duré longtemps et a abandonné son ambitieux programme national. 
En 1960, Maati Bouabid est élu premier maire de la ville de Casablanca, et il continue à jouir de la confiance des habitants du quartier de Darb al-Jadid (la vieille Médina) dans le quartier Hassani lors des élections législatives, où il est leur représentant au parlement jusqu'à son décès. 
Député élu au premier Parlement marocain mis en place en 1963, il appartient à l'opposition avec son parti l'UNFP et son leader, Abdallah Ibrahim. Et il reste membre actif à l’UNFP jusqu’en 1977 à la suite de la dissolution du parti. 
On lui doit le lancement de plusieurs initiatives allant comme les écoles du Mouvement national qui seront aussi le fief dont sortiront de nombreux intellectuels, professeurs, politiciens et cadres supérieurs. En 1975, Maâti Bouabid sera en tête des volontaires de la Marche Verte.
Il est nommé ministre de la Justice dans le dix-septième gouvernement entre le 5 novembre 1981 et le 30 novembre 1983 puis du 10 octobre 1977 au 5 octobre 1981.
Premier ministre du pays du 22 mars 1979 au 30 novembre 1983, El Maâti plaide pour l'instauration de la régionalisation et se prononcera sur la nécessité de donner l'occasion aux générations de l'après-indépendance de s'exprimer et de s'associer à la gestion démocratique et pluraliste de leur pays. 
Bouabid qui a commencé sa vie politique dans le camp socialiste de gauche décide de la terminer à la tête d'un courant libéral de droite. En 1983, avec un groupe de ceux avec qui il partage des convictions communes, il fonde le Parti de l'Union constitutionnelle, et il reste le chef fondateur et le président de facto de ce parti tout au long de trois conférences nationales. Dans le dix-huitième gouvernement, qui dure du 30 novembre 1983 au 11 avril 1985, Maati Bouabid occupe le poste de ministre d'État. 
Le roi Hassan II le charge de diriger le comité d'enquête émanant de la Chambre des représentants concernant les événements qui se sont déroulés à Fès en 1991.

## Vie privée
Maati est marié à Lalla Loubaba Alaoui (décédée en 2016).
Bouabid est décédé quelques jours avant son anniversaire, le Vendredi 1er novembre 1996 à Casablanca.

## Récompenses et honneurs
Le roi Hassan II lui a décerné l'Ordre de la Marche verte en 1976.
Après son décès, le nom du Boulevard "grande ceinture" a été remplacé par le nom d'El Maati Bouabid à Hay El Farah dans la ville de Casablanca. Aussi, un établissement scolaire à Rabat est nommé "Maati Bouabid".